# Hươu Đại Hạ
Hươu Đại Hạ (Danh pháp khoa học: Cervus elaphus bactrianus) hay còn gọi là Hươu Bactria, Hươu Bukhara, Hươu Bokhara là một phân loài của loài hươu đỏ bản địa của vùng Trung Á, chúng có nguồn gốc từng khu vực Trung Á (Đại Hạ-Bactria). Chúng tương tự như trong hệ sinh thái của hươu Yarkand trong việc lấn chiếm hành lang ven sông bao quanh bởi sa mạc. Cả hai phân loài được phân cách với nhau bởi các dãy núi Thiên Sơn và có thể tạo thành một phân nhóm nguyên thủy của Hươu đỏ.

## Mô tả
Hươu Đại Hạ có màu sắc chủ đạo thường là xám tro với ánh vàng, và một miếng vá mông trắng xám. Nó cũng có một sọc hơi nhẹ đánh dấu vây lưng và một biên độ trắng của môi trên, môi dưới và cằm. Những gạc của chúng ánh màu. Thường có bốn nhánh, với sự vắng mặt của nhánh phụ. Các nhánh thứ tư là phát triển tốt hơn thứ ba. Cá nhân phát triển đầy đủ, tuy nhiên, có năm nhánh trên mỗi hươu với một uốn cong sau khi nhánh thứ ba đó là đặc trưng của hầu hết các phân loài Hươu đỏ Trung Á.
Ngược lại với các con hươu Yarkand, trong đó có một lớp lông khoác cát nhẹ, những con hươu Đại Hạ có một mẫu lông khoác màu xám nâu sẫm với đôi chân sẫm màu hơn, đầu và cổ (đáng chú ý nhất ở con đực) tương tự với những chiếc lớp lông khoác của Nai sừng xám hoặc nai sừng tâm, đó là lý do tại sao các phân loài này đôi khi được gọi là Nai sừng tấm Đại Hạ.
Những con hươu không có bờm cổ, nhưng không có cơ cổ mạnh mẽ và dày hơn hươu cái mà có thể tạo điều kiện cho sự xuất hiện của một bờm cổ. Hươu cái nhỏ hơn con hươu đực một chút, nhưng sự khác biệt trong kích thước không như tuyên bố đó là trong các phân loài Hươu đỏ châu Âu. Hươu Đại Hạ cũng như hươu Yarkand đuôi ngắn tương tự như những cái đuôi ngắn của nai sừng tấm.
Những con non thường được sinh ra phát hiện nhiều như những con hươu đỏ châu Âu, và hầu hết các cá thể mất điểm của chúng bằng tuổi trưởng thành. Tuy nhiên, những con hươu Đại Hạ đực trưởng thành có thể có một vài điểm trên lưng của lớp lông mùa hè của chúng. Hiện tượng này cũng đã được quan sát thấy trong lớp lông mùa hè của hươu Mãn Châu giống như hươu ở Bắc Mỹ có liên quan (Cervus canadensis xanthopygus) và nhiều phân loài khác của hươu đỏ (Cervus elaphus).

## Thiên địch
Bên cạnh mối hiểm họa do con người gây ra cho phân loài hươu này, chó sói có lẽ là kẻ thù nguy hiểm nhất của những loài thiên địch mà những con hươu Trung Á thường đụng độ nhất. Thỉnh thoảng, những con gấu nâu sẽ săn những con hươu này trong điều kiện có cơ hội. Những động vật ăn thịt khác có thể là sói lửa và báo tuyết. Linh miêu Á-Âu và lợn hoang đôi khi coi những con nai con là con mồi của chúng. Trong quá khứ hươu Đại Hạ cũng bị săn đuổi và ăn thịt bởi các con hổ Ba Tư mà nay đã tuyệt chủng.

## Phạm vi
Hươu Đại Hạ được tìm thấy ở miền trung Khorasan. Nó được tìm thấy ở Nga, Turkestan (Tây Turkestan) và các khu vực lân cận ở miền Bắc Afghanistan về phía tây của dãy núi Thiên Sơn. Hươu Đại Hạ sống trong hành lang ven sông vùng thấp rụng lá hỗn hợp (liễu/dương) thảm thực vật bao quanh bởi sa mạc. Chúng không di chuyển nhưng có thể phân tán thành các vùng từ sa mạc lân cận vào ban đêm hoặc vào thời điểm có nhiệt độ lạnh.

## Dân số
Đến năm 1999 đã có không quá 400 con hươu Bukhara. Dân số giảm mạnh nhất trong Tajikistan vì xung đột quân sự. Tuy nhiên, kể từ đó, các tổ chức môi trường đã tiến hành các bước để cứu loài này. Hơn nữa, Quỹ Quốc tế Bảo vệ Thiên nhiên (WWF) thực hiện một chương trình du nhập lại để mang lại hươu Bukhara trở lại nơi mà nó đã từng có người ở. Ví dụ, hươu Đại Hạ đã được đưa vào lại trong Zarafshan để dự trữ tại Uzbekistan. Kết quả là, trong năm 2006 đã có khoảng 1.000 con hươu này ở Trung Á.
Các quần thể hoang dã lớn nhất đã được tìm thấy vào năm 2009 tại Khu Bảo tồn Thiên nhiên Karatchingil (320-350 loài động vật) trong khu phố của Vườn Quốc gia Altyn-Emel ở Kazakhstan, trong khu Dự trữ Badai Tugai Nature (374 con) ở Uzbekistan, và trong Khu bảo tồn Thiên nhiên Tigrovaya Balka (hơn 150 loài động vật) trong Tadjikistan. Tổng dân số tự nhiên là 1430 và ngày càng tăng. 

## Bảo tồn
Dưới sự bảo trợ của Công ước về các loài di cư của động vật hoang dã (CMS), còn được gọi là Công ước Bonn, Biên bản ghi nhớ (MoU) về bảo tồn và phục hồi của Hươu Bukhara đã được ký kết và có hiệu lực vào ngày 16 tháng 5 năm 2002. Nhận thức rằng hươu Bukhara phải đối mặt với nguy cơ tuyệt chủng như một kết quả của các hoạt động tiêu cực của con người, Biên bản ghi nhớ cung cấp một khuôn khổ liên chính phủ cho các chính phủ, các nhà khoa học và các nhóm khác để giám sát và phối hợp các nỗ lực bảo tồn đang diễn ra.